# Les Quatre de l'apocalypse
Pour plus de détails, voir Fiche technique et Distribution.
Les Quatre de l'apocalypse (titre original : I quattro dell'apocalisse) est un western italien, réalisé par Lucio Fulci, sorti en 1975.

## Synopsis
Dans une petite ville puritaine devenue le repaire du vice et de la violence, les habitants, avec la complicité du shérif, purgent la cité au cours d'un massacre sans pitié. Seuls un joueur professionnel, une prostituée, un ivrogne et un noir dialoguant avec les morts survivent, mais le pire est peut-être encore devant eux.

## Fiche technique
- Titre original : I quattro dell'apocalisse
- Titre en français : Les Quatre de l'apocalypse
- Réalisation : Lucio Fulci
- Scénario : Ennio De Concini, Bret Harte
- Musique : Franco Bixio, Fabio Frizzi et Vince Tempera
- Photographie : Sergio Salvati (en)
- Montage : Ornella Micheli
- Durée : France : 80 min / Italie : 104 min (version non censurée) / USA : 87 min
- Pays :  Italie
- Langue : italien
- Couleur : Technospes
- Aspect Ratio : 1.85 : 1
- Son : Mono
- Tournage : du 2 décembre 1974 au 19 janvier 1975.
- Classification : Canada : 16+ (Québec) / Italie : VM18 / France : Interdit aux moins de 16 ans
- Genre : Western, Horreur
- Date de sortie : 
  - Italie 12 août 1975
  - France 22 juin 1983
- Interdit aux moins de 12 ans

## Distribution
- Fabio Testi (VF : Jacques Bernard) : Stubby Preston
- Tomás Milián : Chaco
- Lynne Frederick : Emanuelle 'Bunny' O'Neill
- Michael J. Pollard : Clem
- Harry Baird : Bud
- Adolfo Lastretti : Rev. Sullivan
- Bruno Corazzari : Lemmy
- Giorgio Trestini : Saul
- Donald O'Brien : Le sheriff de Salt Flat

## Bande originale
La bande originale du film fut écrite par Fabio Bixio, Fabio Frizzi et Vince Tempera.

## Autour du film
Les Quatre de l'apocalypse se signale par sa très grande violence, parfois à la limite du gore, annonciatrice des films d'horreur que Lucio Fulci tournera dans les années suivantes. 